# Sonja Roman
Sonja Roman (ur. 11 marca 1979) – słoweńska lekkoatletka, specjalistka od biegów średnich.

## Największe osiągnięcia
| Rok  | Rodzaj zawodów                | Miasto | Konkurencja    | Miejsce | Wynik   |
| ---- | ----------------------------- | ------ | -------------- | ------- | ------- |
| 2009 | Halowe Mistrzostwa Europy     | Turyn  | bieg na 1500 m | 3       | 4:11.42 |
| 2009 | Wojskowy Halowy Puchar Świata | Ateny  | bieg na 800 m  | 1       | 2:04.27 |

## Rekordy życiowe
- Bieg na 800 m - 2:02.47 (2003)
- Bieg na 800 m (hala) - 2:03.03 (2008)
- Bieg na 1000 m – 2:39.76  (2007)
- bieg na 1500 m - 4:02,13 (2009) rekord Słowenii
- Bieg na 1500 m (hala) – 4:06.75 (2007)
- Bieg na 3000 m (hala) - 8:54.24 (2008)